# Ladji Coulibaly
Ladji Coulibaly (Bamako, Malí, 15 de julio de 2006) es un jugador de baloncesto profesional maliense. Mide 2,09 metros y juega en la posición de ala-pívot, actualmente pertenece a la plantilla del Bàsquet Manresa de la Liga Endesa.

## Carrera deportiva
Formado en las categorías inferiores de UE Sant Cugat.
En la temporada 2021-22 se incorpora al UE Sant Cugat Negre de la Liga EBA.
El 20 de noviembre de 2022, debutó con el Bàsquet Manresa en la Liga Endesa. El jugador maliense disputó 7 minutos y 46 segundos en la victoria del Manresa frente al Cazoo Baskonia en un encuentro que acabó por 93 a 80, convirtiéndose en el jugador más joven en debutar con el conjunto manresano en Liga Endesa.

## Internacional
Es internacional sub-16 y sub-17 con selección de baloncesto de Malí.